# NGC 587
NGC 587 è una  galassia a spirale barrata situata nella costellazione del  Triangolo, a una distanza di circa 205 milioni di anni luce dalla nostra Via Lattea.

## Scoperta
NGC 587 è stata scoperta il 27 agosto 1862 dall'astronomo prussiano Heinrich d'Arrest.

## Descrizione
La galassia ha una classe di luminosità II e presenta una larga riga a 21 cm dell'idrogeno neutro.

## Gruppo di NGC 507
NGC 587 fa parte del Gruppo di NGC 507, un vasto raggruppamento che comprende almeno 42 galassie, 21 delle quali figurano nel New General Catalogue (NGC) e 5 nell'Index Catalogue (IC). Quattro membri di questo gruppo sono anche inclusi tra le galassie di Markarian. La  galassia più luminosa del gruppo è NGC 507, mentre la più estesa è NGC 536.